# خانه شجاعان (فیلم ۲۰۰۶)
خانه شجاعان (به انگلیسی: Home of the Brave) یک فیلم درام آمریکایی محصول سال ۲۰۰۶ به کارگردانی اروین وینکلر است، که زندگی چهار سرباز گارد ملی ارتش را در عراق و بازگشت آنها به آمریکا را دنبال می‌کند. فیلم در مراکش و در اسپوکان، واشینگتن فیلم‌برداری شده‌است. در این فیلم بازیگرانی همچون ساموئل ال. جکسون، جسیکا بیل، برایان پریسلی، فیفتی سنت، کریستینا ریچی، چاد مایکل موری، ویکتوریا راول و ویتو روگینز ایفای نقش کرده‌اند.